# Pohled
Pohled är en ort och en kommun (obec) i Tjeckien. Den ligger i regionen Vysočina och distriktet Havlíčkův Brod, i den centrala delen av landet, 100 km sydost om huvudstaden Prag. Antalet invånare är 768 (2017).